# 杉浦章介
杉浦章介（すぎうら のりゆき、1947年11月25日- 2025年4月6日）は、日本の経済地理学者。慶應義塾大学名誉教授。

## 人物
1971年慶應義塾大学経済学部経済学科卒業、1975年同大学院博士課程単位取得退学。1983年ペンシルベニア州立大学でPh.D.（地理学）。1983年慶應義塾大学経済学部助手、1985年助教授、1993年教授、1995年-99年慶應義塾ニューヨーク学院長、2013年定年、名誉教授。株式会社IDインフォメーション・ディベロプメント社外取締役。

## 出演
- NHKテレビ英語会話Ⅱ（1986年6月～7月、NHK教育テレビ（現・Eテレ））

## 著書
- 『都市経済論』岩波テキストブックス 2003
- 『トランスナショナル化する世界 経済地理学の視点から』慶應義塾大学出版会 2009
- 『越境的な規範の形成と執行』慶應義塾大学出版会 2014

### 共著
- 『人文地理学 その主題と課題』松原彰子,武山政直,高木勇夫共著 慶應義塾大学出版会 2005
- 『ジオ・メディアの系譜 進化する地表象の世界』松原彰子,渡邊圭一,長田進,武山政直,大島英幹共著 慶応義塾大学出版会 2010

### 翻訳
- ピーター・グールド『現代地理学のフロンティア 上』二神真美共訳 地人書房 1989

## 論文
- <杉浦章介